# Philippe Gevaert
Philippe Gevaert (Stalhille,  28 juli 1759 - Brugge, 21 juli 1832) was burgemeester van de West-Vlaamse gemeente Sint-Andries.

## Biografie
De gemeente Sint-Andries werd in 1800 opgericht door het samenvoegen van gebieden die onder het ancien régime afzonderlijke besturen hadden. Het ging om de heerlijkheid van Straten of parochie Sint-Andries, de parochie Sint-Baafs en toegevoegd grondgebied van Brugge-buiten-de-muren (de zogenaamde 'paallanden').
De landbouwer Philippe Gevaert (of Philippus), zoon van Pieter Gevaert, trouwde met Petronilla De Knock (†1804), uit een in Sint-Andries talrijk aanwezige familie. Hij volgde op 24 december 1801 de rentenier Alexandre Demullet op, die de kortstondige eerste burgemeester van de gemeente was. Hij bleef het ambt uitoefenen tot in 1814. Hij was onder het ancien régime, vanaf 1787, al hoofdman van de parochie Sint-Andries. Hij behoorde derhalve tot diegenen die, welke ook het regime, zorgden voor continuïteit in het besturen van een lokale gemeenschap.
Tegen het einde van het Franse keizerrijk werd hij opgevolgd door Eugène de Peellaert. Hij ondertekende voor het laatst een akte op 8 augustus 1801. Op het einde van zijn leven woonde hij in Brugge in de Beehouwersstraat. Hij was er ingeschreven als rentenier.